# Schoonhoven
Schoonhoven és un antic municipi de la província d'Holanda del Sud, al sud dels Països Baixos. L'1 de gener del 2009 tenia 12.042 habitants repartits sobre una superfície de 6,96 km² (dels quals 0,65 km² corresponen a aigua).
L'1 de gener de 2015 es va fusionar amb Ouderkerk, Bergambacht, Vlist i Nederlek, creant el nou municipi de Krimpenerwaard.

## Ajuntament (2006)
El consistori municipal està format per 15 regidors dels partits:
- Gemeentebelangen 4 regidors
- PvdA 3 regidors
- CDA 2 regidors
- VVD 2 regidors
- SGP/ChristenUnie 2 regidors
- GroenLinks 2 regidors